# 스트리트홀
스트리트홀은 대한민국의 여성 4인조 밴드이다. 이 음악 그룹은 잔혹하고 어지러운 가사와 더불어 "예쁜척하는 걸밴드는 가라. 순결하고 타락한 그녀들의 함성. 인간의 잔혹한 본성에 귀기울여 보자."라는 문구로 소개된다.